# Mungra Medisch Centrum
Het Mungra Medisch Centrum (MMC), tot mei 2017 het Drs. Lachmipersad Mungra Streekziekenhuis Nickerie (LMSZN), is een ziekenhuis in Nieuw-Nickerie in Suriname.
Aan het begin van de 20e eeuw waren er ziekenzalen in Nickerie en rond 1955 werd besloten om de ziekenhuizen te decentraliseren en Nickerie te voorzien van een streekziekenhuis. Dit ziekenhuis werd uiteindelijk geopend in januari 1959.
In januari 2015 werd een nieuwe zijvleugel en administratieruimte in gebruik genomen.
Op 25 mei 2017 werd de naam gewijzigd van het Drs. Lachmipersad Mungra Streekziekenhuis naar het Mungra Medisch Centrum. Aan het eind van dit jaar bouwde het MMC poliklinieken in Corneliskondre, Donderskamp, Kalebaskreek en het ressort Kabalebo. Hierbij werd het ondersteund door het Militair Hospitaal Dr. F.A.C. Dumontier uit Paramaribo en het Nationaal Leger.
In de avond van 3 december 2024 brak er brand uit op de kinderafdeling van het ziekenhuis. De brandweer had de brand snel onder controle.

## Tijdelijke overname van klinieken
Op 1 november 2017 nam het MMC klinieken van de Medische Zending over in de dorpen Apoera, Corneliskondre, Donderskamp, Kalebaskreek, Tapoeripa en Washabo. Voor gebieden langs rivieren, zoals in het ressort Kabalebo, werden ook ambulanceboten ingezet. In oktober 2023 werd deze situatie weer teruggedraaid en sindsdien vallen deze klinieken weer onder de Medische Zending.

## Voormalig ziekenhuis

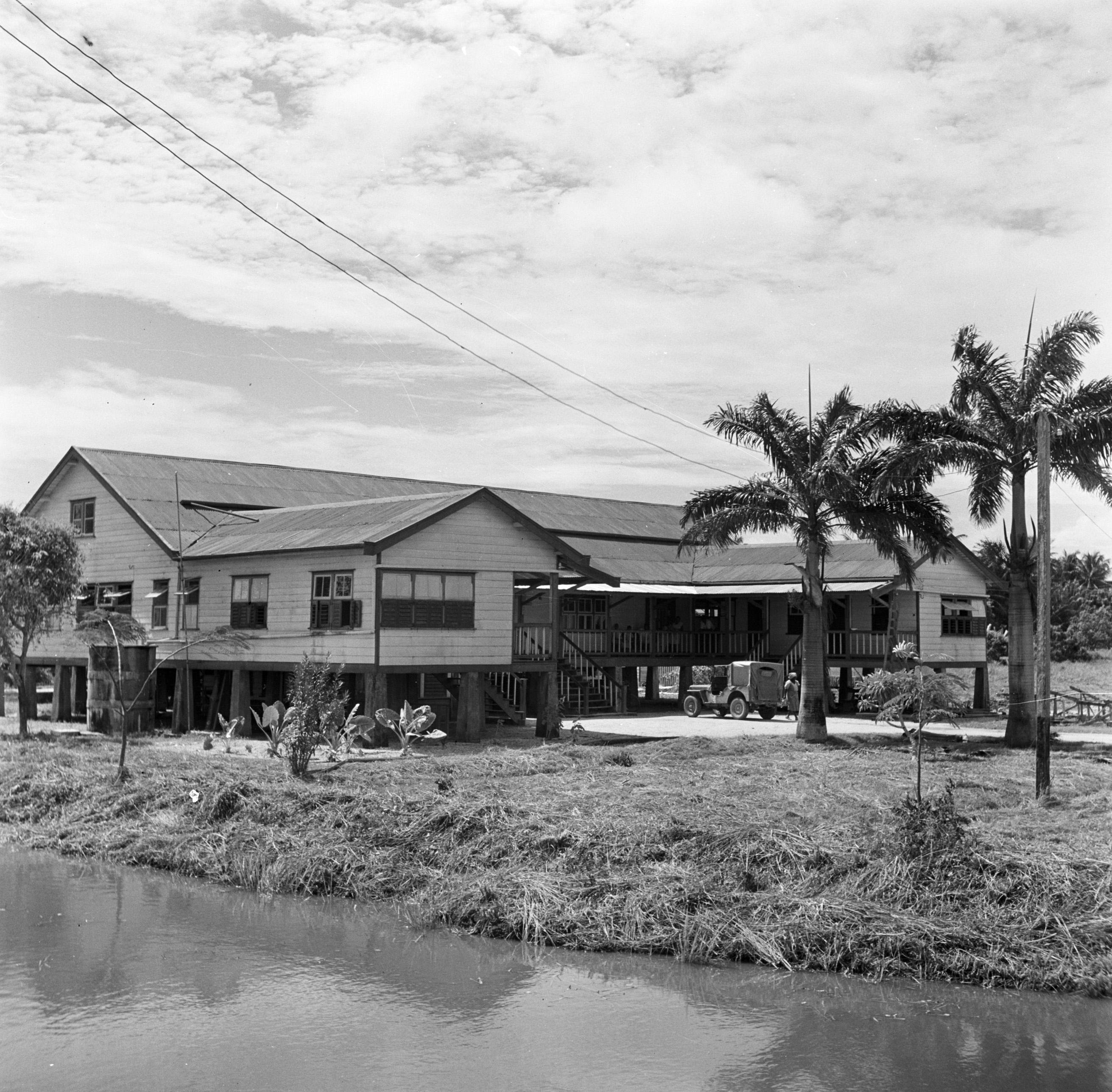
Districtsziekenhuis in Nieuw-Nickerie, 1947